# Hermann Bäcker (Theologe)
Hermann Bäcker, Pseudonym H. Ewart (* 22. Februar 1867 in Barmen; † 27. April 1928 in Köln) war ein deutscher evangelischer Theologe und Schriftsteller.

## Leben
Hermann Bäcker war nach einem Studium der protestantischen Theologie und Philologie als Pfarrer tätig, u. a. von 1892 bis 1894 in Adenau/Eifel. Ab 1905 wirkte er als Gymnasiallehrer in Elberfeld. Daneben beschäftigte er sich mit der Heimatgeschichte des Bergischen Landes und verfasste historische Romane und Erzählungen.

## Werke
- Hohentann, Leipzig 1906 (unter dem Namen H. Ewart)
- Roemryke Berge oder Harmageddon, Verlag E. Biermann, Barmen, 1908, 450 Seiten
- Burg a/d. Wupper, Bergisches Heimatbuch, Verlag E. Biermann, Barmen, 1914, 347 Seiten
- Ohm Karl, Ein humoristisches Charakterbild aus dem Bergischen, Verlag E. Biermann, Barmen, 1917, 100 Seiten